# Galaxy 15
O Galaxy 15 (G-15), antigo Galaxy 1RR, é um satélite de comunicação geoestacionário construído pela Orbital Sciences Corporation, ele está localizado na posição orbital de 133 graus de longitude oeste e é de propriedade da Intelsat. O satélite foi baseado na plataforma Star-2 Bus e sua expectativa de vida útil é de 15 anos.

## História
O Galaxy 15 foi lançado originalmente para a operadora PanAmSat, que posteriormente foi transferido para a Intelsat, quando as duas empresas se fundiram em 2006. Ele foi originalmente colocado em órbita geoestacionária em uma longitude de 133° oeste, de onde ele foi usado para fornecer serviços de comunicação para a América do Norte. Em abril de 2010, a Intelsat perdeu o controle sobre o satélite, e começou a se afastar de seu slot orbital, com uma potencial de causar perturbações a outros satélites em seu caminho.
Em 27 de dezembro de 2010, a Intelsat informou que o satélite tinha reiniciado e a unidade de comando estava respondendo aos comandos novamente. Além disso, o satélite tinha sido fixado em modo de segurança e o potencial problemas de interferência do Galaxy 15, havia cessado.
 Em 14 de janeiro de 2011, o satélite estava localizado perto de 93° oeste, onde mais teste está programado para ser realizado. Em 18 de março de 2011, o Galaxy 15 agora está enviando correções do sinal GPS. A Intelsat reposicionou o Galaxy 15 de volta ao seu local original em 04 de abril de 2011.
Em 10 de agosto de 2022, a Intelsat perdeu novamente o controle do Galaxy 15, atribuindo isso a um evento climático espacial. Porém, o controle do satélite foi recuperado algumas semanas depois.

## Lançamento
O satélite foi lançado com sucesso ao espaço no dia em 13 de outubro de 2005, às 22:32 UTC, por meio de um veículo Ariane 5GS a partir do Centro Espacial de Kourou, na Guiana Francesa, juntamente com o satélite Syracuse 3A. Ele tinha uma massa de lançamento de 2 033 kg.

## Capacidade e cobertura
O Galaxy 15 é equipado com 24 transponders de banda C e dois de banda L para fazer transmissão de dados e navegação GPS para à América do Norte, Alasca, Havaí e Caribe. O satélite foi restaurado ao estado operacional original após uma anomalia e, atualmente, atua como backup na posição orbital de 133 graus oeste.

## Vr também
- Galaxy (satélite)
- Lista de satélites da Intelsat